# 青春楽団
青春楽団（せいしゅんがくだん）は1992年3月21日、アポロンより発売された、坂崎幸之助プロデュースによるINFIXのデビューアルバムである。

## 解説
- ジャケット写真は山梨県韮崎市立穂坂小学校で撮影された。野球のユニフォーム風の衣装は、胸に各メンバーのネームが入り、背番号は10月7日生れの長友仍世は「07」のように各々の誕生日を表している。
- 1992年のライブツアーで、原宿ルイードで行われた金曜日の4度のライブは、“FRIDAY NIGHT GIG”と銘打って行われた。それ以降も金曜日に行われるライブでは「FRIDAY NIGHT GIG」が演奏される事が多い。

## 収録曲
- 全作詞・作曲:長友仍世（特記以外）／編曲:坂崎幸之助 with INFIX

1. 危険なボーダーライン
  - アマチュア時代の代表曲である。とあるコンテストで佐藤竹善（SING LIKE TALKING）に、「この曲ではプロにはなれない」と言われた悔しさがあり、敢えてデビューアルバムの1曲目にしたらしい。
2. 涙のハーバーライト
作詞・作曲:佐藤晃
  - メンバー集めに奔走していた長友仍世が、佐藤晃をスカウトするきっかけになったのがこの曲で、佐藤があるスタジオでこの曲を録音していたところに偶然長友が訪れて、その曲と声とルックスに“一目惚れ”してしまったとか。
3. アンコール 〜私だけのLOVE SONG〜
4. Romancing Journey (album version)
5. FRIDAY NIGHT GIG
6. 土曜の夜は立入禁止
7. 黄昏は悲しみ色
8. MISS HEART BREAK
9. シンデレラ・タイム
  - サビは、メンバーが大神豊治の実家に集まっているときに出来たもの。忘れないうちに録音しようと、午前2時にもかかわらず演奏していたら、大神の父親が怒鳴り込んで来たらしい。
10. COOL EYE'S
作詞:佐藤晃　作曲:長友仍世・佐藤晃
11. LAST NIGHT 〜遠すぎた願い〜